# オレグ・ブリヤク
オレグ・ブリヤク（Oleg Bryjak、1960年10月27日 - 2015年3月24日）はドイツのオペラ歌手。
カザフスタン出身。
2015年3月24日ジャーマンウイングスの航空事故で死亡した。